# Polikoria
Polikoria (z gr. πωλυ = "wiele" + κωρε = "źrenica") – ekstremalnie rzadkie schorzenie oczu charakteryzujące się występowaniem więcej niż jednej źrenicy w jednym, lub obu oczach. Może być zaburzeniem wrodzonym lub skutkiem choroby wpływającej na tęczówki. Objawami polikorii są diplopia i światłowstręt.

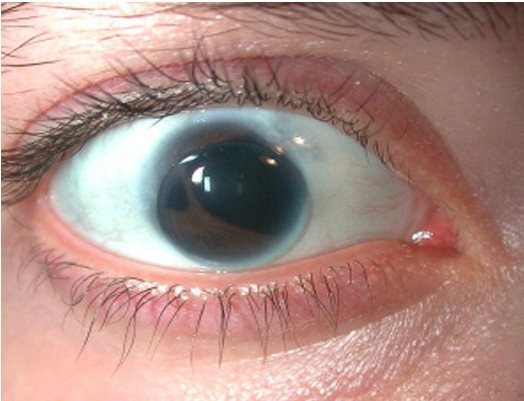
Polikoria u pacjentki z Zespołem Axenfelda-Riegera

## Leczenie
Polikoria jest chorobą dziedziczną, powiązaną z zaćmą polarną, jaskrą i odwarstwieniem siatkówki. Nie wszystkie przypadki polikorii są leczone. Jedynym możliwym sposobem leczenia jest leczenie chirurgiczne. Obserwacja lekarska przez całe życie pacjenta po operacji jest rekomendowana. Dzieci w wieku do lat trzech pozytywnie zareagowały na terapię farmakologiczną tropikamidem, która pomogła w zsynchronizowaniu mięśni zwieraczy tęczówki i poprawy aktywności wzrokowej.